# 中国地方知事会
中国地方知事会（ちゅうごくちほうちじかい）とは、中国地方5県（鳥取県、島根県、岡山県、広島県、山口県）の知事によって構成される知事会である。

## 主な議事
- 中国地方活性化のために行われる、共同事業の事前調整。
- 歳入・歳出の報告。

## 構成員
- 鳥取県知事
- 島根県知事
- 岡山県知事
- 広島県知事
- 山口県知事

## 付記
- 鳥取県は近畿ブロック知事会、山口県は九州地方知事会の構成自治体も兼ねている。